# Хувайр
Хувайр (араб. الهوير‎) — город на юго-востоке Ирака, расположенный на территории мухафазы Басра.

## Географическое положение
Город находится в северной части мухафазы, на левом берегу реки Евфрат, на высоте 11 метров над уровнем моря.

Хувайр расположен на расстоянии приблизительно 60 километров к юго-западу от Басры, административного центра провинции и на расстоянии 368 километров к юго-востоку от Багдада, столицы страны.

## Население
На 2012 год население города составляло 10 339 человек.